# Carlos Dávila
Carlos Gregorio Dávila Espinoza (Los Ángeles, 15 de setembro de 1887 – Washington D.C., 19 de outubro de 1955) foi um político chileno. Sob filiação do Partido Socialista, ocupou o cargo de presidente de seu país entre 8 de julho de 1932 e 13 de setembro de 1932.